# Távol-keleti Köztársaság
A Távol-keleti Köztársaság (oroszul: Дальневосто́чная Респу́блика, ДВР) névlegesen független állam volt 1920 áprilisától 1922 novemberéig az orosz Távol-Kelet legkeletibb részén. Noha névlegesen független volt, nagyrészt az Oroszországi Szovjet Szövetségi Szocialista Köztársaság (Oroszországi SZSZSZK) irányítása alatt állt, és fő célja az oroszországi polgárháború idején a Japán által elfoglalt területek visszafoglalása volt. Első elnöke Alekszandr Krasznoscsjokov volt.
A Távol-keleti Köztársaság a mai Oroszország Bajkálontúli határterületét, az Amuri területet, a Zsidó autonóm területet, a Habarovszki határterületet és a Tengermelléki határterületet (a korábbi Bajkálontúlt, az Amuri vidéket és a Tengermelléket) foglalta magába. A köztársaság első fővárosa Ulan-Ude volt, de 1920 októberében a jobban védhető Csitába költözött a kormány.
Vlagyivosztokot 1922. október 25-én foglalták el a Vörös Hadsereg csapatai, ami a polgárháború végét is jelentette az orosz Távol-Keleten. Három héttel később, 1922. november 15-én a Távol-keleti Köztársaság csatlakozott az Orosz SZSZSZK-hoz (még a Szovjetunió megalakulása előtt).

## Története

### A köztársaság létrejötte
A Távol-keleti Köztársaság az orosz polgárháború alatt jött létre. A polgárháború idején a helyi hatóságok általában az orosz Távol-Kelet városait irányították, kisebb-nagyobb mértékben együttműködve Alekszandr Kolcsak szibériai fehér kormányával és az előrenyomuló japán hadsereggel. Amikor a japánok 1920 tavaszán kivonultak a Bajkálontúlról és Amuri területekről, politikai vákuum keletkezett.
Csitában egy új központi hatóság jött létre, hogy kormányozza az orosz Távol-Kelet területét, ahonnan a japánok kivonultak. A Távol-keleti Köztársaság uralma csak a Ulan-Ude körüli területre terjedt ki, de 1920 nyarán az amuri szovjet tanács bejelentette csatlakozását az államhoz.
A Távol-keleti Köztársaság két hónappal Kolcsak halála után alakult meg, Szovjet-Oroszország kormányának beígért támogatásával, amely az ideiglenes ütközőállami státuszt látta a bolsevikok és japánok által megszállt területek közötti országban. Az Orosz Kommunista Párt sok tagja nem értett egyet ezzel a döntéssel, hogy új kormány és állam jöjjön létre a régióban, mert úgy vélték, hogy a területen élő 4000 mérsékelt szocialista képes lett volna a hatalom megszerzésére és egy teljesen független kommunista állam létrehozására. Lenin és a többi moszkvai pártvezető úgy gondolta, hogy a mintegy 70 000 japán és 12 000 amerikai katona vezetősége egy ilyen akciót provokációnak fog tekinteni, ami további támadást eredményezhet, amelyet Szovjet-Oroszország nem engedhet meg magának.
1920. április 1-jén a William S. Graves tábornok által vezetett amerikai hadsereg elhagyta Szibériát, és hagyta, hogy a japánok legyenek az egyetlen megszálló nagyhatalom a régióban, akikkel a bolsevikok kénytelenek voltak harcolni. Ez a részlet nem változtatta meg a moszkvai bolsevik kormány elgondolását, miszerint keleten is egy, a breszt-litovszki béke utáni helyzethez hasonló felállás jön létre, ami időt nyerne a Vörös Hadsereg újjászervezéséhez, majd a megfelelő alkalommal elfoglalni a katonailag gyenge országot.
1920. április 6-án gyorsan összehívták a Néptanácsot Ulan-Udében, ahol bejelentették a Távol-keleti Köztársaság létrehozását. Ígéreteket tettek, hogy a köztársaság új alkotmánya független választásokat fog biztosítani, egyenlő választójog alapján, és ösztönözni fogja az országba irányuló külföldi befektetéseket.
A Távol-keleti Köztársaság, amely mérsékelt szocialisták irányítása alatt állt, a régió nagyobb városait csak 1920 végére tudta uralma alá hajtani. Az erőszak, a kisebbségek elleni támadások és megtorlások a következő 18 hónap általános jellemzői lettek.
1920. július 15-én Japán és a Vörös Hadsereg fegyverszünetet kötöttek és megállapodtak abban, hogy elismerik az új ütközőállapotot, valamint Japán lemondott a keleti orosz partvidékről. Ezalatt a távol-keleti kormány ideiglenesen, majd véglegesen Csitába költözött.
1920. november 11-én Vlagyivosztokban ideiglenes jelleggel összehívták a Távol-keleti Köztársaság országgyűlését. Az országgyűlés először elismerte a csitai kormányt, majd annak engedélyével 1921. január 9-ére választást írtak ki alkotmányozó nemzetgyűlés megalakítására. 1921. április 27-én írták alá és hagyták jóvá az ország új alkotmányát, amely nagyon hasonlított az Egyesült Államok alkotmányára.

### Az 1921-es puccs
A jobboldali erők azonban elutasították a kapitalista, demokratikus köztársaság elképzelését. 1921. május 26-án Vlagyivosztokban egy puccs zajlott le, amelyet a megszálló japán erők támogattak. A japán csapatok védelmük alá vették a felkelőket, akik új rendszert akartak létrehozni, amuri ideiglenes kormány néven. Röviddel a puccs után Szemjonov atamán megérkezett Vlagyivosztokba, és kinevezte magát főparancsnoknak, de a japán seregek elfogták és börtönbe zárták.
Az új amuri ideiglenes kormány – kevés sikerrel – megkísérelte a különböző bolsevikellenes erőket összegyűjteni Csita közelében, ahonnan gyors támadást lehetett intézni az érkező Vörös Hadseregre. Vezetőik, a Merkulov testvérek (két vlagyivosztoki üzletember) mindvégig elutasították az együttműködést az antant seregeivel, amikor a japán hadsereg vezetősége 1922. június 24-én bejelentette, hogy október végéig kivonják Szibériából az összes katonájukat. Júliusban Zemszkij tábornok lemondatta a Merkulov testvéreket, és kinevezte, Mihail Diterihszet katonai diktátornak.
1922 nyarán a japán kivonulás hírére pánik tört ki az országban. Ahogy közeledett a Vörös Hadsereg és vonult vissza a távol-keleti köztársasági hadsereg, egyre több fehér orosz menekült el. A tömeges emigráció jócskán lecsökkentette a Távol-keleti Köztársaság haderejének ütőképességét. A Távol-keleti Köztársaság hadserege 1922. október 25-én feladta Vlagyivosztok városát, ezzel a polgárháború vége elérhető közelsége került.
1922. november 15-én Szovjet-Oroszország bekebelezte a Távol-keleti Köztársaságot. A kormány feloszlatta önmagát, jogköreit a moszkvai kormányra hagyta.
Japán 1925-ig megszállás alatt tartotta a Szahalin északi felét, ami mintegy 700 polgári áldozatot követelt, amiért a japán helyőrség volt a felelős. Az addig ott élő felfegyverzett oroszok partizánakciókba fogtak, a japán hadsereg „tisztogatásai” pedig kétszer-háromszor annyi polgári életet követeltek. 

## Az ország területe, lakossága és erőforrásai

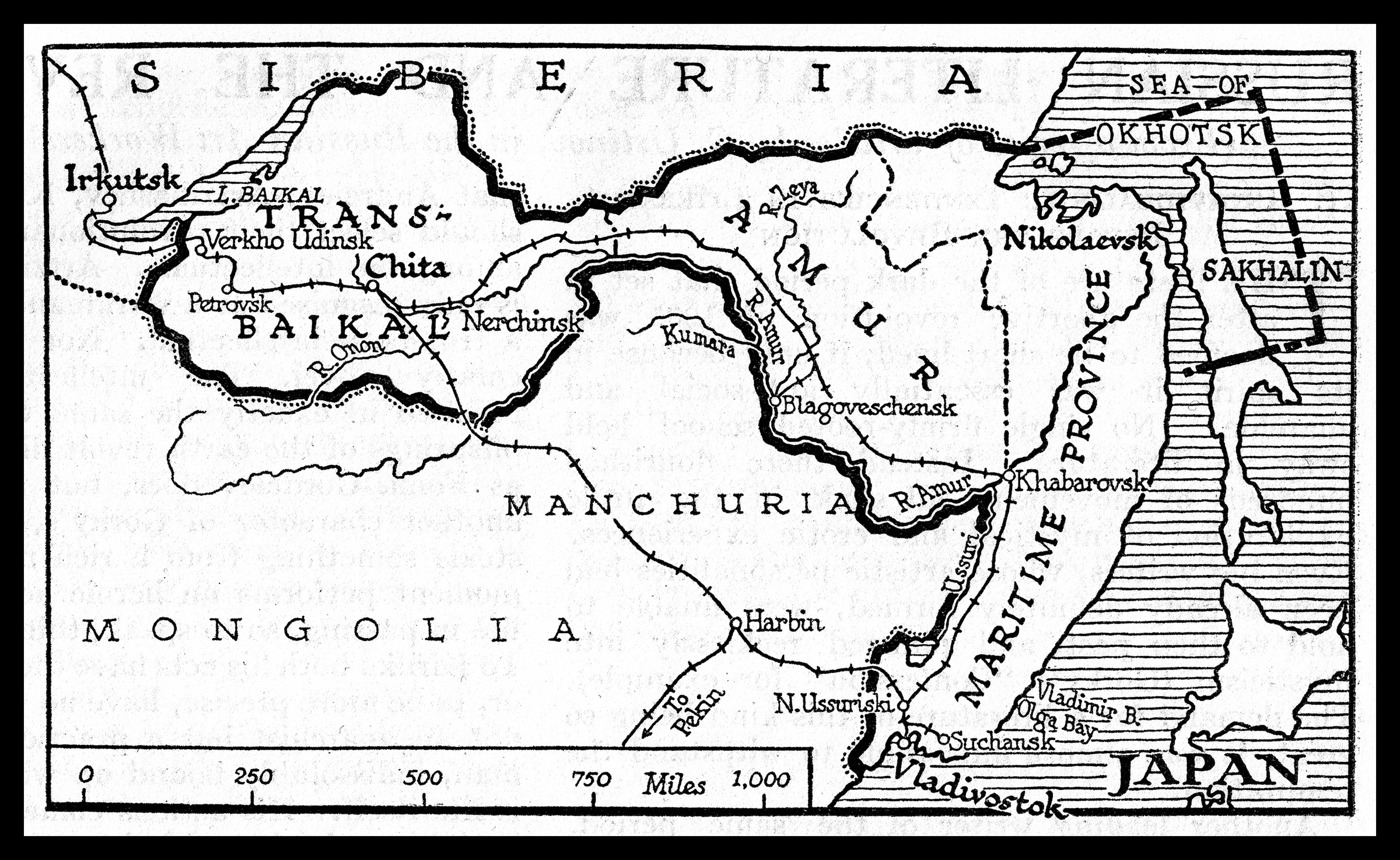
A Távol-keleti Köztársaság területe 1922-ben

A Távol-keleti Köztársaság az Orosz Birodalom négy tartományát foglalta magába Bajkálontúl, Amur, Tengermellék és Szahalin északi fele. Meghúzott határokkal a Bajkál-tó mentén és Mandzsúriánál rendelkezett. Ez a határvonal megegyezik a mai orosz–mongol és orosz–kínai határokkal a Bajkál-tótól keletre.
A Távol-keleti Köztársaság területe (a négy tartomány 1905-ös felmérése alapján) nagyjából 1 900 000 négyzetkilométer volt, lakossága megközelítette a három és fél millió főt. Ebből mintegy 1,62 millió (46%) volt orosz származású, a népesség másik fele (koreaiak, kínaiak, japánok, mandzsuk), a terület korábbi lakosai, akik nem rendelkeztek szavazati jogokkal.
A Távol-keleti Köztársaság területe természeti erőforrásokban gazdag volt, innen származott az orosz aranykitermelés 1/3-a, valamint itt működött Oroszország egyetlen ónbányája. Jelentősebb ásványkincseknek számított még a vas, a cink és a szén. 
A Tengermelléki határterület fő iparága a halászat volt, a kifogott halak (pl: hering, lazac, tőkehal) mennyisége több volt, mint Izland többévnyi mennyisége.A köztársaság hatalmas faállománnyal is büszkélkedhetett, köztük több mint 120 millió hektár (490 000 km²) jegenyefenyő, cédrus, nyár- és nyírfa alkotott erdőséget.

## A kormány elnökei (államfők)
- Alekszandr Mihajlovics Krasznoscsokov 1920. április 6. – 1921. december
- Nyikolaj Mihajlovics Matvejev 1921. december – 1922. november 15.

## A Minisztertanács elnökei (miniszterelnökök)
- Alekszandr Mihajlovics Krasznoscsokov 1920. április 6. – 1920. november
- Borisz Zaharovics Sumjatszkij  1920. november – 1921. május 8.
- Pjotr Mihajlovics Nyikiforov 1921. május 8. – 1921. december 1.
- Nyikolaj Mihajlovics Matvejev 1921. december 1. – 1922. november 14.
- Pjotr Alekszejevics Kobozev 1922. november 14. – 1922. november 15.

## A Távol-keleti Köztársaságban született híres emberek
- Yul Brynner, színész

## Fordítás
Ez a szócikk részben vagy egészben  a   Far Eastern Republic című angol Wikipédia-szócikk ezen változatának fordításán alapul.  Az eredeti cikk szerkesztőit annak laptörténete sorolja fel. Ez a jelzés csupán a megfogalmazás eredetét és a szerzői jogokat jelzi, nem szolgál a cikkben szereplő információk forrásmegjelöléseként.